# Hohenstein (Kirchensittenbach)

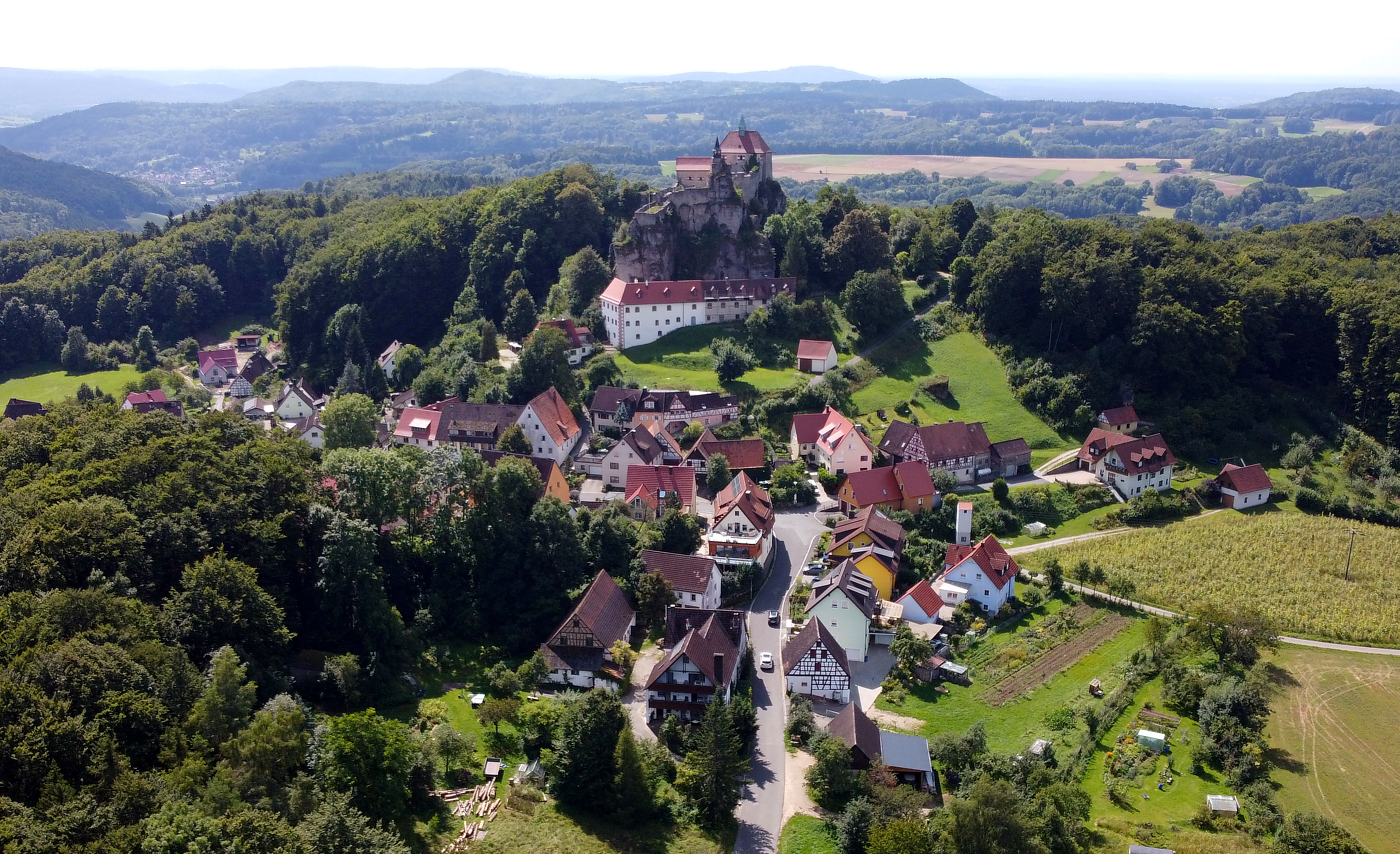
Luftbild von Hohenstein. Im Hintergrund über dem Ort die Burg Hohenstein.

Hohenstein ist ein Gemeindeteil der Gemeinde Kirchensittenbach im Landkreis Nürnberger Land (Mittelfranken, Bayern). Hohenstein liegt in der Gemarkung Algersdorf.

## Lage
Das Dorf liegt in der Hersbrucker Alb auf dem Hohensteiner Berg. Im westlichen Bereich des Ortsgebietes befindet sich die auf 624 Meter Höhe gelegene Burg Hohenstein als Halbruine. Nach Auernheim auf dem Hahnenkamm ist Hohenstein die zweithöchstgelegene Ortschaft Mittelfrankens. Am westlichen Fuß des Hohensteiner Berges führt die Staatsstraße 2246 (Anschlussstelle Hormersdorf) durch das Tal des Sittenbachs. Durch den Ort verläuft der Fränkische Marienweg.

## Geschichte
Auf der Burg oberhalb des Ortes residierte der von der Reichsstadt Nürnberg eingesetzte Verwalter des Pflegamtes Hohenstein.
Nach dem bayerischen Gemeindeedikt vom 17. Mai 1818 wurde Hohenstein zunächst als Ruralgemeinde im damaligen Landgericht Hersbruck gegründet. Laut Regierungsreskript vom 29. September 1824 wurde der Ort auf Grund seiner geringen Einwohnerzahl der Gemeinde Algersdorf zugeordnet.

## Tourismus

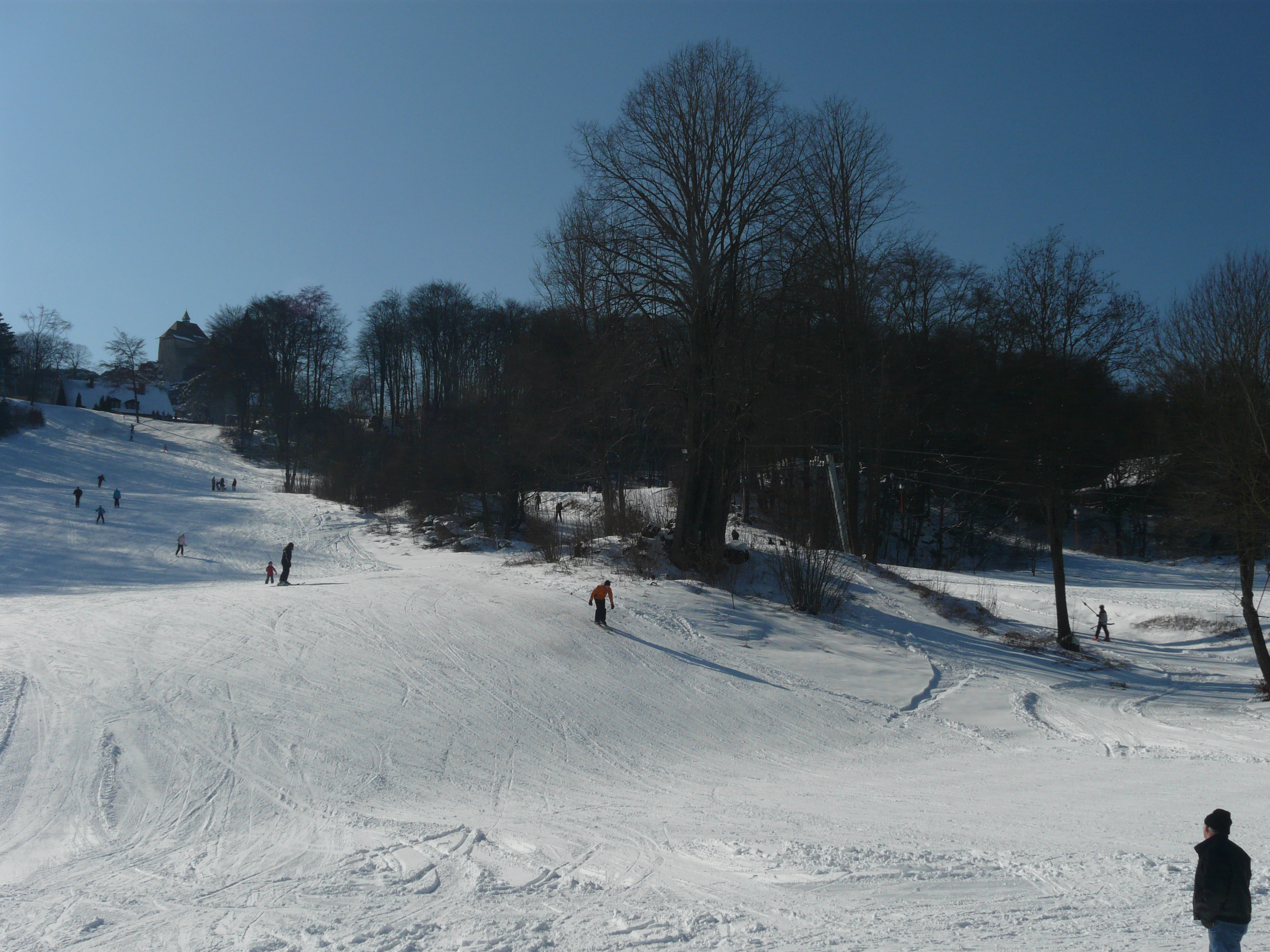
Die Skipiste von Hohenstein

Der Ort ist Kreuzungspunkt zahlreicher Wanderwege, die überwiegend vom Fränkischen Albverein betreut werden. In schneereichen Wintermonaten ist Hohenstein ein kleines Wintersportgebiet. Unmittelbar am östlichen Ortsrand beginnt die zweitlängste Skipiste des Nürnberger Umlandes. Ergänzt wird die touristische Infrastruktur durch zwei Gaststätten.

## Kultur
Der Verein Alte Schule Hohenstein – Verein zur Förderung von Kunst und Kultur e. V. hat das Ziel, internationale und nationale Künstler und Kulturschaffende zu fördern. Im Jahr 2014 wurde das alte Schulhaus gekauft. Es steht Künstlern als Residenz zur Verfügung. Ausstellungen werden z. B. im Kunstmuseum Hersbruck veranstaltet.